# 金托
金托是西班牙阿拉贡自治区萨拉戈萨省的一个市镇，位于埃布罗河畔，距离省府萨拉戈萨约45公里，人口2,069人（2007年）。